# 李修睦
李修睦（1910年—1991年），男，安徽和县人，中国数学家，曾任华中师范大学教授，中国数学会理事，中国数学会运筹学分会理事。